# Mio Mio Mate

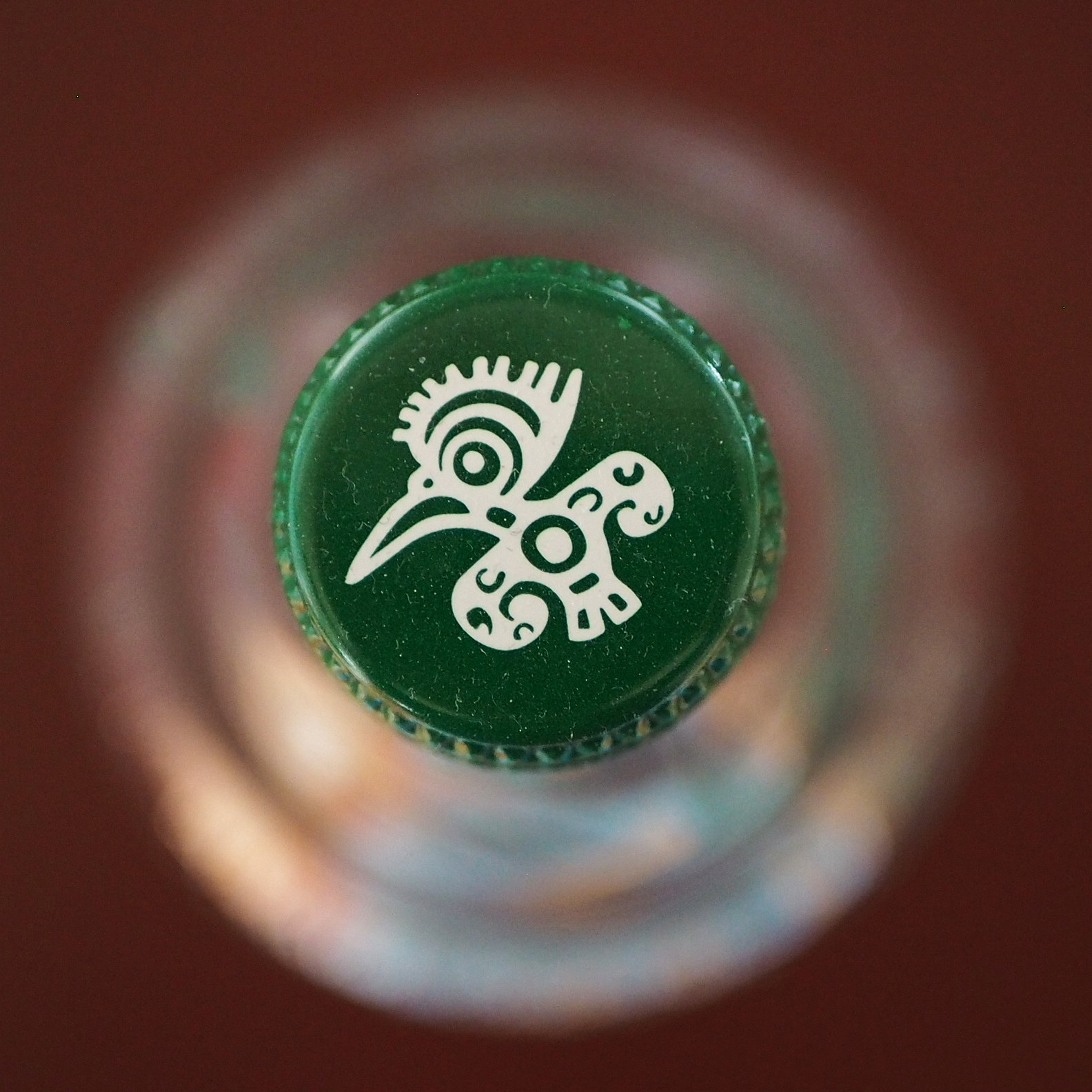
Logo auf dem Verschluss einer Flasche Mio Mio Mate Banana

Mio Mio Mate ist ein koffeinhaltiges, alkoholfreies Erfrischungsgetränk der zur Berentzen-Gruppe gehörenden Vivaris Getränke GmbH & Co. KG. Die Getränke werden im brandenburgischen Grüneberg sowie in Haselünne im Emsland abgefüllt. Das Getränk war im Jahr 2016 nach Club-Mate die Nummer zwei der Mate-Getränke auf dem deutschen Markt. Es ist auch das erste Vivaris-Produkt, das bundesweit verkauft wird.

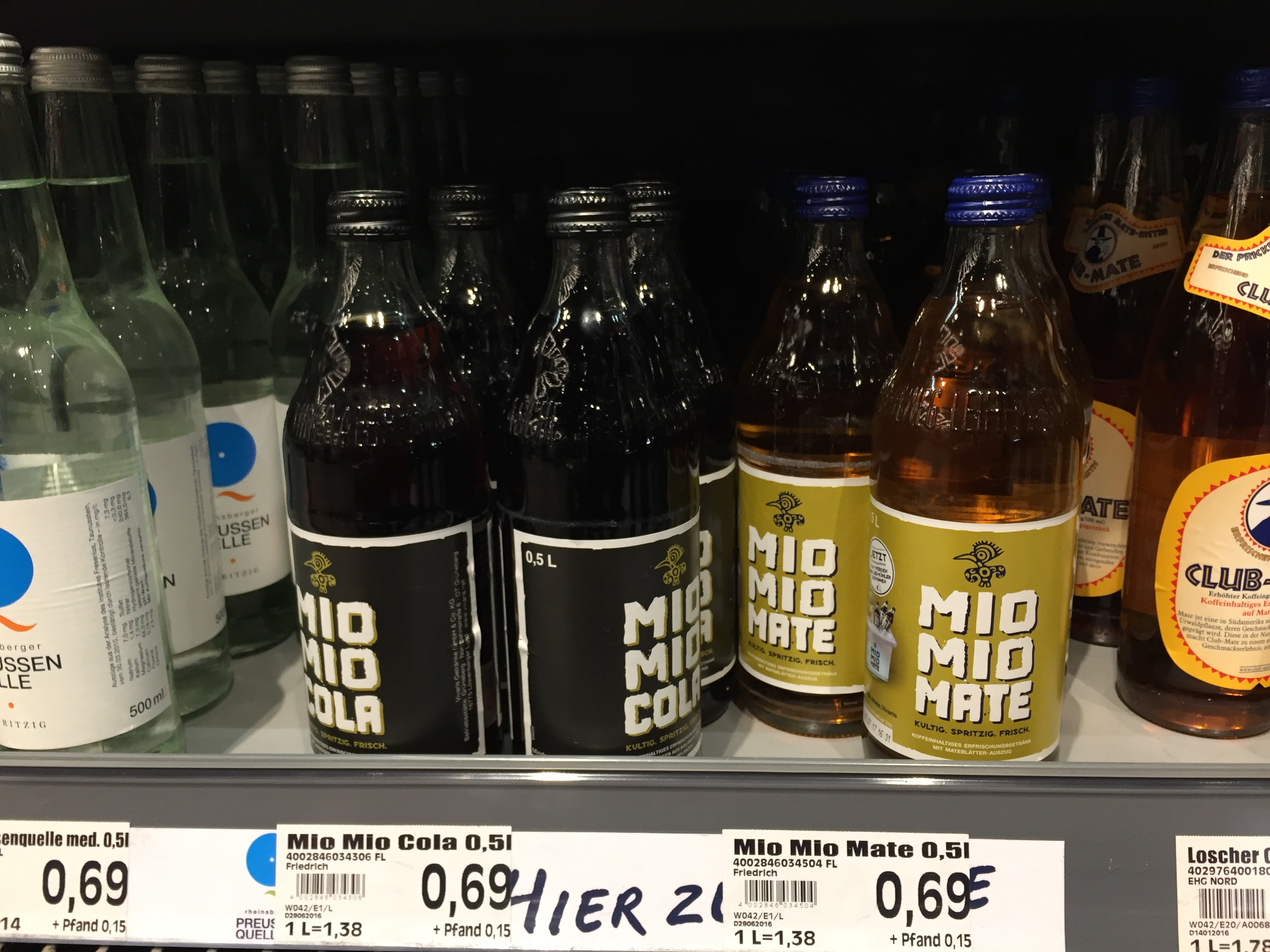
Mio Mio Cola und Mio Mio Mate

Mio Mio Mate enthält laut Inhaltsstoffen pro Flasche 119 kcal und 100 mg Coffein, was 125 ml Kaffee entspricht. Das Produkt ist eigenen Angaben zufolge für vegane Ernährung geeignet und wird klimaneutral sowie ausschließlich mit Ökostrom hergestellt.

## Geschichte
Ende 2012 entwickelte Vivaris in nur drei Monaten Mio Mio Mate als alternatives Energiegetränk. Anfang 2015 wurde das Sortiment um Mio Mio Cola ergänzt. Von Mio Mio Mate und Cola wurden im Jahr 2015 rund 7,8 Mio. Flaschen abgefüllt. 2016 ergänzte Mio Mio Mate Banana das Sortiment, Anfang 2017 kam Mio Mio Mate Ginger mit Ingwerextrakt dazu. Im Januar 2019 wurde Mio Mio Mate Lapacho + Lemongrass sowie die Granatapfellimonade Mio Mio Guarana + Pomegranate auf den Markt gebracht. Mit Mio Mio Mate Zero führte das Unternehmen im Oktober 2020 außerdem eine zuckerfreie Variante ein. 2022 wurden mit den Sorten Mio Mio Orange + Koffein und Mio Mio Lemon + Koffein zwei weitere Limonaden vorgestellt. 2023 wurde ein Mischgetränk aus Cola und Orangenlimonade auf den Markt gebracht. Am 17. Februar 2025 gab Vivaris bekannt, dass es die Sorten Mio Mio Mate Original, Mate Zero sowie Mate Ginger ab diesem Zeitpunkt in der 0,33-l-Dose geben wird.
| Umsatz | Umsatz       |
| ------ | ------------ |
| 2021   | 13.576.000 € |
| 2022   | 16.838.000 € |
| 2023   | 20.083.000 € |
| 2024   | 20.481.000 € |